# Javier Rabanillo
Javier Rabanillo Rodríguez (Gijón, Asturias, España, 21 de octubre de 1995), conocido como Javi Rabanillo, es un futbolista español. Su demarcación es la de portero y juega en las filas del S.D. Compostela de la Segunda Federación. 

## Reseña biográfica
Se formó en las categorías inferiores de la SD LLano 2000, equipo de su ciudad natal en el que militó durante 10 años, llegando a debutar en el equipo sénior en el año 2015 en Primera División RFFPA anteriormente conocida como Regional Preferente, consiguiendo el título de Zamora de la categoría que acredita al portero menos goleado durante la temporada regular.
El verano de 2015, fichó por L'Entregu CF equipo recién descendido de Tercera División de España. Ese mismo año el equipo logró el ascenso a la cuarta categoría del fútbol español, jugando por primera vez en dicha categoría durante la temporada 2016/2017.
En agosto de 2017, con 22 años, abandona la entidad rojiblanca para recalar en el Caudal Deportivo, debutando en la división de bronce del fútbol español, antiguamente conocida como Segunda División B de España.
Tras finalizar su vinculación, ficha por el Club Marino de Luanco de Tercera División RFEF, logrando el ascenso a Segunda División B tras vencer en la final de los play-off al Sestao River Club, en el que militaría 3 años más tarde.
El verano de 2019, el Barakaldo Club de Fútbol anuncia su llegada para las próximas dos temporadas. En su primera temporada, marcada por la pandemia COVID-19, debuta en la Copa del Rey cayendo eliminados por el Rayo Vallecano de Madrid, siendo la temporada 20/21 su última como fabril.
La temporada 2021/22, el Sestao River Club se hace con los servicios del jugador para competir en la nueva división creada Segunda Federación, en la cual el equipo cae eliminado en el último partido de la eliminatoria de ascenso a Primera Federación ante el Club Deportivo Eldense.
El 12 de julio de 2022, el Club de Fútbol Talavera de la Reina contrata al jugador durante una temporada para competir en la tercera categoría del fútbol español Primera Federación en la cual una fractura en el escafoides de su mano derecha le mantiene alejado de los terrenos de juego aproximadamente 7 meses.
Actualmente, el guardameta forma parte de la primera plantilla del Club Deportivo Guijuelo y competirá durante la temporada 2023/23 en Segunda Federación.
El 18 de junio de 2024, firma por la Sociedad Deportiva Compostela de la Segunda Federación.

## Vida personal
Además de su dilatada trayectoria deportiva, el jugador se licenció en el grado de Ingeniería civil a través de la Universidad de Oviedo con quién obtuvo un máster en Ingeniería mecánica impartido por UNIOVI, Universidad de Santander y Universidad de Burgos.

## Clubes
| Club                                | País   | Año       |
| ----------------------------------- | ------ | --------- |
| SD Llano 2000                       | España | 2005-2015 |
| L'Entregu Club de Fútbol            | España | 2015-2017 |
| Caudal Deportivo                    | España | 2017-2018 |
| Club Marino de Luanco               | España | 2018-2019 |
| Barakaldo Club de Fútbol            | España | 2019-2021 |
| Sestao River Club                   | España | 2021-2022 |
| Club de Fútbol Talavera de la Reina | España | 2022-2023 |
| Club Deportivo Guijuelo             | España | 2023-2024 |
| Sociedad Deportiva Copostela        | España | 2024-Act. |